# Hoàng Thanh
Hoàng Thanh là một xã thuộc huyện Hiệp Hòa, tỉnh Bắc Giang, Việt Nam.

## Địa lý
Xã Hoàng Thanh có vị trí địa lý:
- Phía đông giáp huyện Tân Yên
- Phía tây giáp xã Hoàng Lương
- Phía nam giáp xã Ngọc Sơn
- Phía bắc giáp tỉnh Thái Nguyên.

Xã Hoàng Thanh có diện tích 5,14 km², dân số năm 2023 là 6.686 người, mật độ dân số đạt 1.300 người/km².

## Hành chính
Xã Hoàng Thanh được chia thành 7 thôn: Đồng Minh, Đồng Thanh, Ngọc Cụ, Ngọc Phú, Ngọc Sơn, Thống Nhất, Trung Tâm.

## Lịch sử
Sau năm 1945, thành lập xã Toàn Thắng trên cơ sở một phần của tổng Hoàng Vân và một phần của tổng Vân Cầu.
Xã Toàn Thắng có 4 thôn: Đại Thắng, Nguyễn thắng, Trị Cụ, Vân Phúc.
Năm 1953, chia xã Toàn Thắng thành xã Toàn Thắng (gồm 2 thôn: Đại Thắng, Nguyễn Thắng) và xã Quyết Thắng (gồm 2 thôn: Trị Cụ, Vân Phúc).
Năm 1971, đổi tên xã Quyết Thắng thành xã Hoàng Thanh và đổi tên xã Toàn Thắng thành xã Hoàng Lương.
Ngày 11 tháng 7 năm 2019, HĐND tỉnh Bắc Giang ban hành Nghị quyết số 19/NQ-HĐND về việc:
- Thành lập thôn Đồng Minh trên cơ sở 3 thôn: Đồng Doi, Đầu Cầu, Minh Châu.
- Thành lập thôn Thống Nhất trên cơ sở 3 thôn: Đồng Giang, Phú Hòa, Tân Thành.
- Thành lập thôn Ngọc Phú trên cơ sở thôn Ngọc Ninh và thôn An Phú.
- Thành lập thôn Ngọc Sơn trên cơ sở thôn Ngọc Cốc và thôn Yên Sơn.
- Thành lập thôn Trung Tâm trên cơ sở 3 thôn: Đồng Nhĩ, Làng Mới, Ngọc Lâm.
- Thành lập thôn Ngọc Cụ trên cơ sở 3 thôn: Ngọc Vân, Đồi Tường, Trị Cụ.